# Helge Nielsen (søofficer)
 Der er flere personer med dette navn, se Helge Nielsen (flertydig).
Helge Nielsen (7. oktober 1921 i Kiel – 4. juni 2013 i Espergærde) var en dansk søofficer.
Han var søn af professor, dr.phil. Jakob Nielsen og hustru Carola født von Pieverling, blev student fra Øregård Gymnasium 1939 og gennemgik Søofficersskolen 1940-44. Nielsen blev søløjtnant af 1. grad 1945, kaptajnløjtnant 1950, orlogskaptajn 1954, var på kursus på U.S. Naval Command College 1963-64, blev kommandørkaptajn 1965 og kommandør 1972.
Han var til tjeneste i minestrygere og fregatter 1945-48, i Forsvarsstaben 1948-49, chef i motortorpedobåde 1949-53, til stabstjeneste i Søværnsstaben og ved NATO-stabe i Oslo og Kiel 1953-59, næstkommanderende i fregatten Rolf Krake 1959-60, sektionschef i Søværnsstaben 1960-63, tilknyttet den internationale stab ved NATO's Standing Group i Washington D.C. 1964-66 og Forsvarsakademiets stab 1966-67, chef for fregatterne Herluf Trolle og Peder Skram 1967-70, chef for Marinestabens uddannelsesafdeling 1970-72, chef for torpedobådseskadren 1972-73 og stabschef ved Søværnets Operative Kommando fra 1973 til 1978, hvor han blev forsvarsattaché ved de danske ambassader i Washington D.C. og i Ottawa i Canada. 1983 gik han på pension.
Nielsen blev gift 2. juni 1946 i Holmens Kirke med Bente Britta Bjerrum (født 11. oktober 1925 i Valparaíso, Chile), datter af civilingeniør Andreas Lorenz Bjerrum (død 1950) og hustru Else født Galle (død 1941).

## Dekorationer
- 29. januar 1967: Ridder af Dannebrogordenen
- 29. januar 1973: Ridder af 1. grad af Dannebrogordenen
- 29. januar 1981 Kommandør af Dannebrogordenen
- Hæderstegnet for god tjeneste ved Søetaten
- Legion of Merit